# Partia Komunistyczna (Walonia)
Partia Komunistyczna (francuski Parti Communiste) – walońska partia polityczna o poglądach marksistowsko-leninowskich. Została założona w 1989. Ugrupowanie wywodzi się z Komunistycznej Partii Belgii.
Partia wydaje Le Drapeau Rouge i Mouvements.
Partia jest członkiem Europejskiej Partii Lewicy.